# リスク構造調整
リスク構造調整（リスクこうぞうちょうせい、Risk equalization）とは、保険制度において保険加入者母集団のリスクを調整することで、保険者間の保険料差を平準化すること。

## 医療保険において
オランダの医療制度においては、医療保険は民間企業が引き受けており、保険者間のリスクは政府がリスク構造調整を実施する。
スイスの医療制度においては、医療保険は公企業のほか民間企業も選択でき、保険者間はリスク構造調整（Risikoausgleich）がなされる。
日本の医療制度においては、65-74歳の被保険者（前期高齢者）を対象として実施されている（前期高齢者医療制度）。これにより被用者保険（協会けんぽ、健保組合、共済組合）から国民健康保険に対して計3兆円規模の財政移転との形となる。